# Matani
Matani (georgiano: მატანი) es un pueblo georgiano, que forma por sí mismo una de las unidades administrativas del municipio de Ajmeta en la región de Kajetia.
En 2014 la localidad tenía una población de 4451 habitantes.
Conocida por ser el lugar de origen del héroe nacional Kakutsa Cholokashvili, la localidad alberga varios monumentos como la basílica Tskhrakara del siglo V y las ruinas de un palacio de la familia noble Cholokashvili. Sus principales fiestas son Didbatonoba (San Jorge, el 23 de noviembre), Iasharoba (otoño) y Tsikhegoroba (Martes Santo).
Se ubica a orillas del río Alazani, en la periferia septentrional de la capital municipal Ajmeta.